# Domenico Dolce
Domenico Mario Assunto Dolce (ur. 13 września 1958 w Polizzi Generosa) – włoski projektant mody, współzałożyciel prestiżowego domu mody Dolce & Gabbana.

## Życiorys
Domenico Dolce urodził się w Polizzi Generosa, niewielkiej miejscowości na Sycylii, w pobliżu Palermo. Jego ojciec był krawcem. Gdy był młody, pracował w rodzinnej fabryce odzieży. Wyjechał do Mediolanu, by rozpocząć własną karierę. W roku 1985 założył ze swym ówczesnym partnerem Stefano Gabbana dom mody Dolce & Gabbana, cieszący się dużym uznaniem wśród gwiazd. Majątek projektanta szacuje się na 1,25 mld USD.